# Новиков, Александр Вячеславович
Александр Вячеславович Новиков (20 февраля 1952 года — 26 апреля 2009 года) — советский и российский композитор.

## Биография
Родился 20 февраля 1952 года в посёлке Ноглики Сахалинской области. Первым уверенным шагом на пути к музыке стало обучение игре на баяне в стенах музыкальной школы города Охи. К 12-летнему возрасту относятся первые опыты сочинения музыки и их публичного исполнения на клубной сцене. После окончания общеобразовательной школы следуют годы учёбы в Хабаровском институте инженеров железнодорожного транспорта и овладения профессией инженера-электрика (1969—1974). Будущий композитор приезжает по распределению в г. Комсомольск-на-Амуре, где, работая мастером производственного обучения в ГПТУ № 26, он находит время для творчества, выезжая с концертами созданного им самодеятельного коллектива на стройку Байкало-Амурской магистрали и работая над музыкальным оформлением спектаклей самодеятельного кукольного театра «Кукольчата».
Окончательно избрав для себя стезю музыканта, Новиков в 1974 году поступил на дирижёрско-хоровое отделение Хабаровского училища искусств (класс преподавателя П. И. Широкова), по окончании которого, получив диплом с отличием, продолжил обучение в Новосибирской государственной консерватории им. М. И. Глинки (1979—1985) по классу композиции (класс профессора Ю. П. Юкечева). Дипломной работой А. В. Новикова стала камерная опера «Верую!» по рассказу В. Шукшина. В 1985 году, вновь по распределению, Александр Новиков приехал в г. Хабаровск. Проработав несколько месяцев преподавателем кафедры хорового дирижирования Хабаровского государственного института культуры, он вскоре оставил педагогический труд, чтобы навсегда связать свою судьбу с театром.
С 1986 по 1991 годы Александр Вячеславович работал заведующим музыкальной частью Хабаровского краевого театра драмы, а с 1991 года — в такой же должности в Хабаровском театре юного зрителя. С приходом А. В. Новикова в ТЮЗ труппа театра стала неизменно характеризоваться как «поющая», театр осуществил множество музыкальных постановок. В 1987 году А. В. Новиков принят в Союз композиторов СССР, в 1994-м — в Союз театральных деятелей РФ. Произведения А. В. Новикова исполняются как в России (в Москве, Санкт-Петербурге, Новосибирске, Хабаровске, Иркутске, Омске, Томске, Челябинске), так и за рубежом (в Японии, Республике Корея, Швеции, Германии, Греции).

## О творчестве
Уже в начале творческого пути А. В. Новикова обозначились два основных направления, в дальнейшем развивавшиеся не обособленно друг от друга, но во взаимосвязи. Первое, сугубо академическое, представлено его работами в вокально-хоровом, оперном, симфоническом, камерном жанрах. Второе направление, более «демократическое», включает в себя, в первую очередь, музыку к театральным постановкам, гимны, песни. Значительную часть творческого наследия А. В. Новикова составляют произведения для театра. При этом театральность, как свойство мышления композитора, как особенность стиля, присутствует во всех его сочинениях. 
Особое место в творчестве А. В. Новикова занимают произведения на духовную тематику. Глубина замысла, связанного с обращением к комплексу сложных религиозных, философских, этических проблем, потребовала соответствующих масштабов воплощения. Как правило, это крупные в композиционном отношении работы (месса, опера «Верую!» и другие). Будучи российским композитором-дальневосточником, в ряде своих произведений А. В. Новиков претворяет черты фольклора, не только русского («Кантата на народные слова», музыка к спектаклю «Сказка о Золотом петушке»), но также российского дальневосточного аборигенного (Сюита для тынгрына и симфонического оркестра, «Вальс на нанайскую тему»), зарубежного азиатского (кантата «Игры солнца и росы» на стихи в японском поэтическом жанре хайку).
Разнообразны используемые композитором музыкально-стилистические средства. Их выбор обусловлен не только направлением творчества, к которому можно отнести то или иное сочинение, но и решением конкретных художественных задач в каждом произведении. Вместе с тем, самобытность музыкального языка А. В. Новикова во многом определяется метроритмической стороной его сочинений, впитавшей энергию фольклорного ритма с характерным преодолением инерционности метрики, свободу и прихотливость джазового ритма, напористость и подчеркнутую моторность ритмики массовых жанров.

## Основные произведения

### Вокально-хоровые сочинения
- Месса для смешанного хора, сопрано соло и симфонического оркестра (1991)
- «Три песнопения из Екклесиаста» для баса соло, хора и симфонического оркестра (2009)
- кантаты:
  - «Игры солнца и росы» для женского хора и флейты на стихи В. Громовикова (2003)
  - на стихи А. Вознесенского для смешанного хора, баса, органа и литавр (1984)
  - на народные слова для женского хора a cappella (1987)
- Два хора на стихи А. Самара — «Незнакомые женщины», «Эворон» для смешанного хора и фортепиано (1983)
- Два хора на стихи С. Есенина — «Глупое сердце», «До свиданья, друг мой, до свиданья» для женского хора a cappella
- песнопение «Богородице Дево, радуйся» для смешанного хора a cappella

- для детских хоровых коллективов:
  - сценическая кантата «Кедры наши» для детского хора и фортепиано на стихи И. Ерошина
  - Пять песен на стихи И. Пивоваровой
  - Четыре хора на стихи Уолтера де ла Мэра
  - «Две песни в джазовом стиле» на слова Б. Заходера
  - Пять считалок на народные слова «Сидели два медведя…»

### Музыкально-драматические сочинения
- опера «Верую!» по рассказу В. Шукшина (1985)
- моноопера «Разговор человека с собакой» по рассказу А. Чехова (2006)
- мюзикл «Трёхгрошовая опера» по пьесе Б. Брехта (1992)
- музыка более чем к 50 спектаклям драматического театра, в том числе:
  - «Чёрный человек или Я, бедный Сосо Джугашвили» (В. Коркия, реж. О. Матвеев, 1989)
  - «Кто боится Рея Бредбери» (В. Максимов, реж. Шлаустас, 1989)
  - «Хокусай» (Я. Сэйити, реж. В. Паршуков, 1993)
  - «Бунна» (Ц. Мидзуками, реж. К. Судзуки, 1994)
  - «Цирк Шардам Принтипрам» (Д. Хармс, реж. А. Мещеряков, 1995)
  - «Ниоткуда с любовью» (ст. И. Бродского, реж. А. Мещеряков, 2000)
  - «Маленький принц» (А. де Сент-Экзюпери, реж. К. Кучикин, 2006)
  - «Сказка о Золотом петушке» (А. Пушкин, реж. К. Кучикин, Н. Ференцева, 2007)

### Для солистов и оркестра
- «Viva la Academia» для 12 солистов-инструменталистов и симфонического оркестра (1993)
- «Послесловие», кончертино для двух скрипок, клавесина и симфонического оркестра (1994)
- Сюита для тынгрына и симфонического оркестра
- Вокальные циклы
  - «Чёрная калина» для сопрано и оркестра русских народных инструментов на стихи А. Жигулина, И. Лиснянской, М. Терентьевой (1988)
  - «Песни Козьмы» для баритона и фортепиано на стихи А. К. Толстого и В. М. Жемчужникова
  - «Три стихотворения Марины Цветаевой» для сопрано и фортепиано

### Фортепианные и камерно-инструментальные сочинения
- Сонатина для флейты и фортепиано
- Вальс на нанайскую тему
- Вальс в джазовом стиле
- Прелюдия и токката
- Семь вариаций для фортепиано
- Прелюдии
- Вариации для струнного квартета
- Концертный дуэт для балалайки и баяна

## Награды
- Лауреат премии Правительства Российской Федерации в области культуры (2010, посмертно).
- Награждён Знаком «За достижения в культуре» Министерства культуры РФ (2002).
- Лауреат премии губернатора Хабаровского края в области литературы и искусства (многократно).
- Дипломант Всесоюзного смотра-конкурса студентов-композиторов музыкальных вузов на лучшее произведение, посвящённое 60-летию образования СССР (1983, председатель жюри — Т. Н. Хренников).